# Московка (Красноярский край)
Московка — деревня в Назаровском районе Красноярского края России. Входит в состав Степновского сельсовета.

## География
Деревня расположена в 52 км к югу от райцентра Назарово.

## Население
| 2010 |
| ---- |
| 310  |

Гендерный состав
По данным Всероссийской переписи населения 2010 года 162 мужчины и 148 женщин из 310 чел.